# Kökez, Aladağ
Kökez là một xã thuộc huyện Aladağ, tỉnh Adana, Thổ Nhĩ Kỳ. Dân số thời điểm năm 2009 là 1.051 người.